# Henrik Galeen
Henrik Galeen, né le 7 janvier 1881 en Galicie à Stryï (alors en Autriche-Hongrie, aujourd'hui en Ukraine) et mort le 30 juillet 1949 à Randolph (Vermont, États-Unis), est un réalisateur, scénariste et acteur  allemand.

## Biographie
Il a été dans ses différentes activités une personnalité influente du cinéma expressionniste allemand. Son travail était empreint d'un goût romantique pour l'étrange et le fantastique.
Il a participé avec Paul Wegener, comme réalisateur, scénariste ou acteur, aux différentes versions du Golem et a écrit le scénario de Nosferatu le vampire de Friedrich Wilhelm Murnau, inspiré du Dracula de Bram Stoker, ainsi que le scénario du Cabinet des figures de cire de Paul Leni.
Il a réalisé la version de 1926 de L'Étudiant de Prague, puis La Mandragore en 1928, avec Brigitte Helm dans le rôle principal, d'après le roman de Hanns Heinz Ewers. 
À l'avènement du Troisième Reich, il a quitté l'Allemagne, à cause de ses origines juives, puis s'est installé aux États-Unis.

## Filmographie partielle
en tant que réalisateur

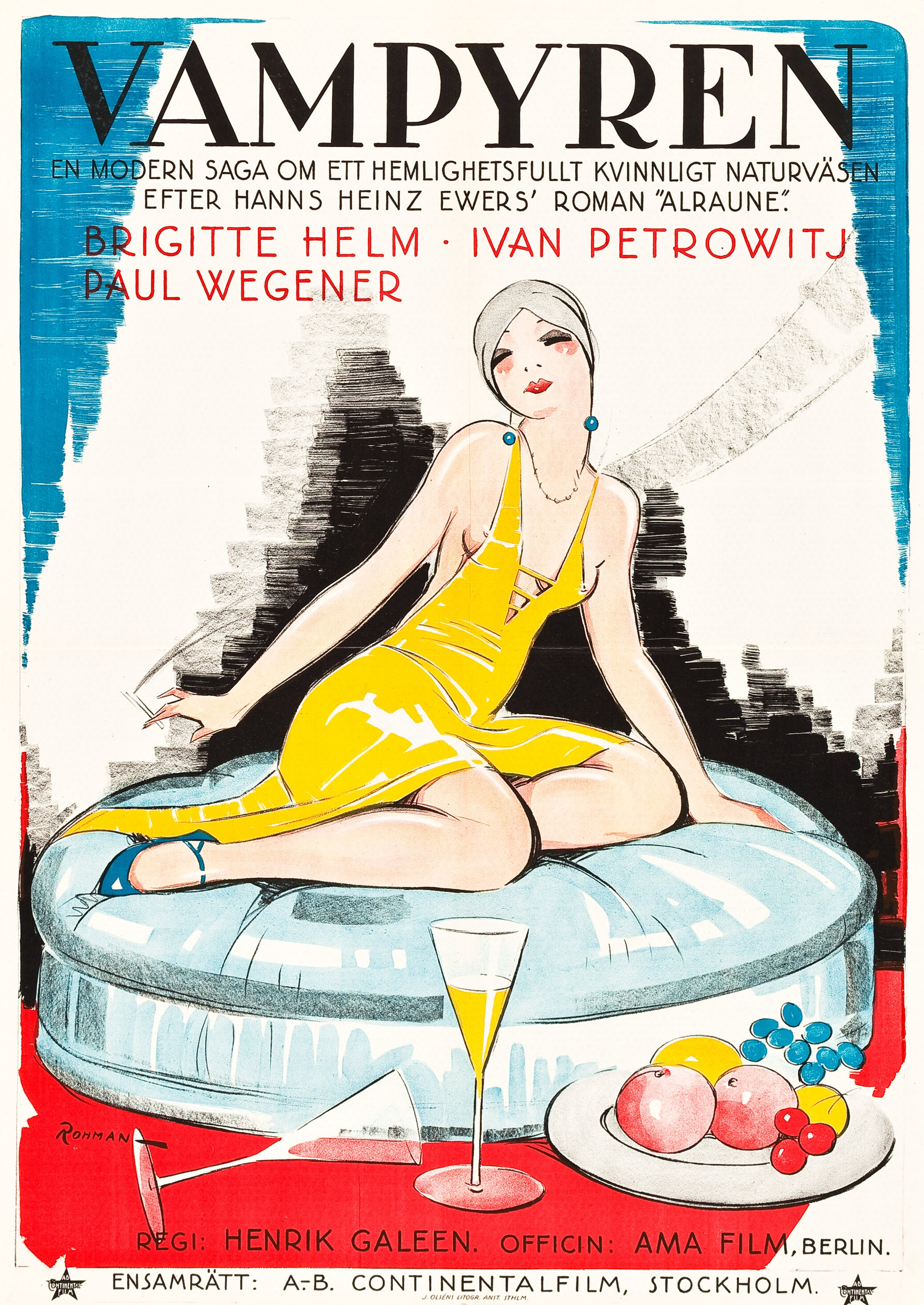
Affiche suédoise du film Mandragore (Alraune).

- 1915 : Le Golem coréalisé avec Paul Wegener
- 1926 : L'Étudiant de Prague
- 1927 : Son plus grand bluff (Sein größter Bluff) coréalisé avec Harry Piel
- 1928 : Mandragore (en) (Alraune)